# Brocchinia paniculata
Brocchinia paniculata är en gräsväxtart som beskrevs av Schult. och Julius Hermann Schultes. Brocchinia paniculata ingår i släktet Brocchinia och familjen Bromeliaceae. Inga underarter finns listade i Catalogue of Life.